# Fernando Gabeira
Fernando Paulo Nagle Gabeira (Juiz de Fora, 17 de fevereiro de 1941) é um jornalista, escritor e político brasileiro filiado ao Partido Verde (PV).

## Biografia
Filho de Paulo Gabeira e de Isabel Nagle, Gabeira é descendente de imigrantes libaneses cujo sobrenome foi aportuguesado a partir das transliterações Jabara ou Gebara (em árabe: جبارة‎).
Gabeira começou sua carreira no jornalismo no fim da década de 1950 colaborando em periódicos de Juiz de Fora enquanto frequentava os estudos secundários. Desde aquela época já manifestava interesse pela arena política.
Depois de um breve período em Belo Horizonte na década de 1960, mudou-se para a cidade do Rio de Janeiro, onde foi redator do Jornal do Brasil. Com o golpe militar de abril de 1964, Gabeira começou a atuar na resistência ao novo regime.
É conhecido pela sua atuação no Partido Verde brasileiro (do qual é membro-fundador), defendendo posições polêmicas em questões consideradas como tabus na cultura política brasileira (como a profissionalização da prostituição, o casamento homossexual e a descriminalização da maconha).
É conhecido também por ter participado da luta armada contra a ditadura como militante do Movimento Revolucionário Oito de Outubro. Ele não era um guerrilheiro propriamente dito, mas trabalhava como repórter do Jornal do Brasil, no Rio de Janeiro.

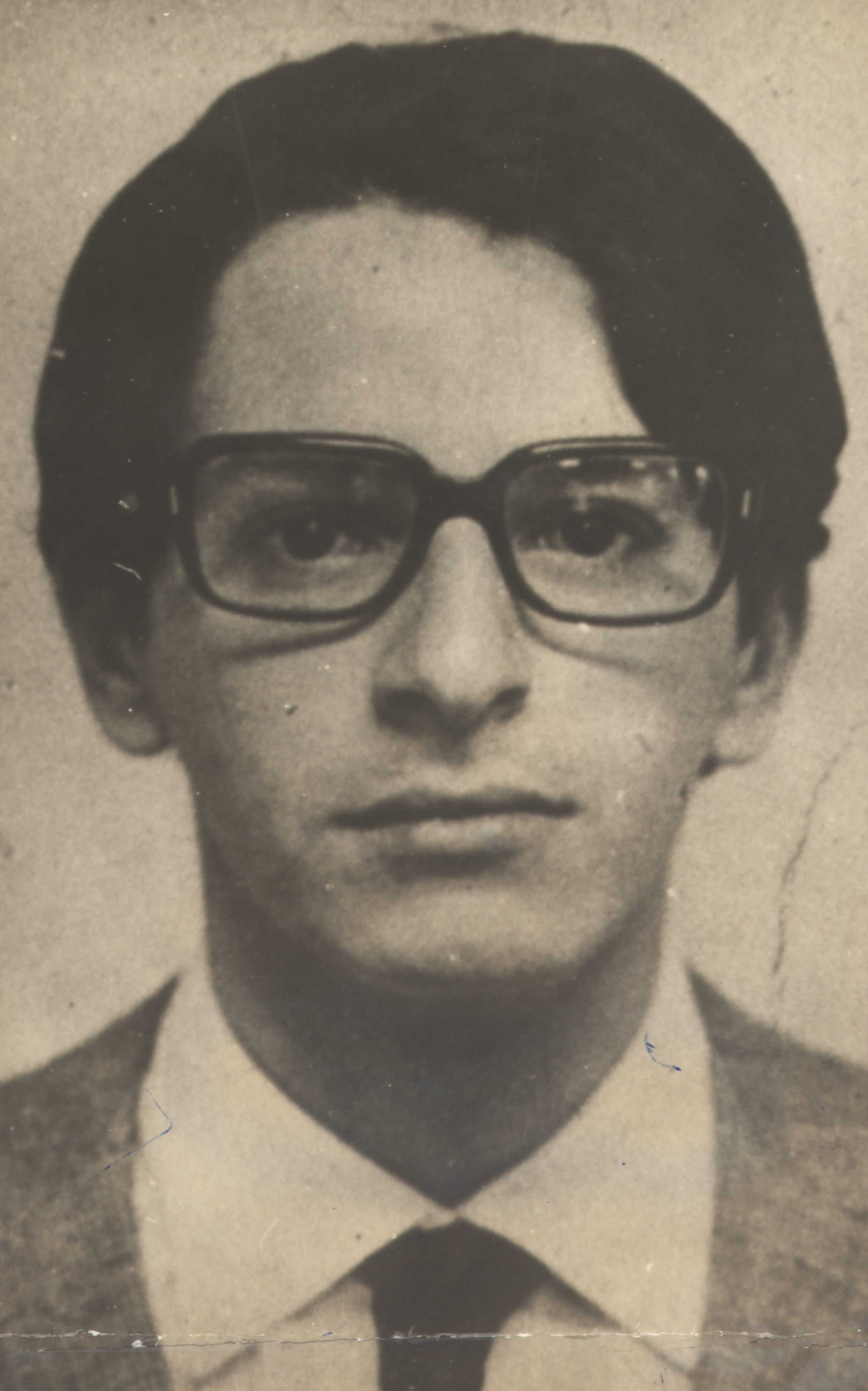
Fernando Gabeira, 1969. Arquivo Nacional.

Em 1970, Gabeira foi preso na cidade de São Paulo. Resistiu à prisão e tentou fugir em direção a um matagal que existia por perto. Vários tiros foram disparados e um deles atingiu suas costas, perfurando rim, estômago e fígado. Encarcerado, recebeu a liberdade em Junho do mesmo ano, tendo sido trocado com outros 39 presos pelo embaixador alemão Ehrenfried von Holleben, que também havia sido sequestrado. O grupo foi banido do país e exilado para a Argélia. Ao longo de quase uma década, esteve em vários países dentre os quais o Chile, a Suécia e a Itália. Na Suécia, onde passou a maior parte do exílio, formou-se em Antropologia na Universidade de Estocolmo e exerceu a profissão de repórter até a função de condutor de metrô em Estocolmo. Voltou ao Brasil em 1979 onde passou, então, a atuar como jornalista e escritor, defendendo o fim do regime militar.
Ao retornar do exílio escreveu um livro chamado "O que é isso, companheiro?" detalhando o sequestro do embaixador norte-americano Charles Elbrick do qual participara às vésperas do 7 de setembro de 1969. O episódio foi justificado pelos sequestradores como uma tentativa de pressionar o regime militar a libertar quinze presos políticos ligados às organizações da esquerda política consideradas clandestinas naquele momento histórico. A ação teve sucesso em seus objetivos, uma vez que tais presos foram de fato libertados e exilados do país, porém pelo menos dois dos sequestradores não resistiram à tortura após serem capturados, enquanto outros foram obrigados a deixar o país.
Por conta de sua participação no sequestro do embaixador Charles Burke Elbrick, Gabeira não pôde entrar nos Estados Unidos e seus territórios até 2009. Gabeira pediu uma revisão do visto três vezes e foi negado a cada vez.
Um filme de mesmo nome foi feito sobre o sequestro do embaixador norte-americano. Fernando Gabeira é representado como um jovem que ajuda na ação armada, porém em realidade ele não tomou parte nos eventos mais arriscados, como a captura do embaixador. Tendo sido informado sobre a operação apenas no dia do sequestro, sua atuação foi meramente circunstancial, pois sua participação se restringiu a atuar como uma espécie de relações públicas dos sequestradores, divulgando seu manifesto nos jornais e outros veículos de comunicação.
Após 1985, Fernando Gabeira passou a apoiar as causas dos direitos das minorias e do meio ambiente.

### Vida familiar
Durante sua vida fora do país, casou-se com a sua companheira de militância política Vera Sílvia Magalhães. Já de volta ao Brasil, foi casado por dezesseis anos com a estilista Yamê Reis — com quem teve duas filhas: a psicóloga Tami e a surfista Maya Gabeira. O casal divorciou-se em 1999. Atualmente é casado com a empresária Neila Tavares.
Gabeira é primo da também jornalista mineira Leda Nagle.

### Carreira política

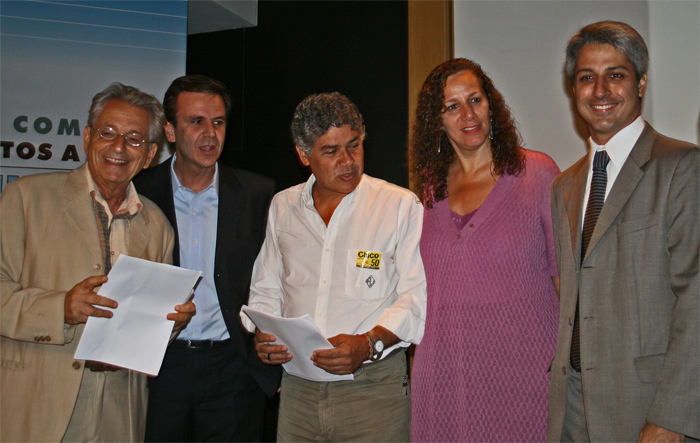
Gabeira no debate entre os candidatos a prefeito do Rio de Janeiro em 2008 com Eduardo Paes, Chico Alencar, Jandira Feghali e Alessandro Molon

Em 1986, após voltar ao Brasil, Gabeira foi candidato ao governo do estado do Rio de Janeiro pelo Partido dos Trabalhadores (PT), tendo sido derrotado por Moreira Franco; em 1989 concorreu à Presidência da República já pelo Partido Verde (PV), obtendo 0,18% dos votos.
Em 1994, Gabeira é eleito deputado federal pelo PV fluminense, sendo reeleito em 1998. Em 2002, trocou o PV pelo PT, sendo novamente eleito. Após considerar inaceitável a conduta do partido no início do governo Lula, em outubro de 2003 decidiu abandonar mais uma vez o PT, ficando algum tempo sem legenda. Declarou na ocasião:
| “ | Nossa geração não pode se contentar com apenas estar no governo. Agora, que o PT chega ao governo, vejo que a perspectiva dos dirigentes é parecida com a dos dirigentes, também comunistas, do Leste Europeu. Era preciso denunciar as violações de direitos humanos na viagem [de Lula] a Cuba. Passei a partilhar desse erro da sociedade, que era esperar um governo salvador. Estou saindo deste clima sufocante das esperanças negadas. Meu sonho acabou, concluí que sonhei um sonho errado. — Disse Fernando Gabeira | ” |

Um ano e meio depois estouraria o Escândalo do Mensalão.
Em 2005, na Câmara, Gabeira chamou o então presidente Severino Cavalcanti de "vergonha para o país" e ameaçou começar um movimento para derrubar Severino se este continuasse a apoiar em nome do Congresso Nacional empresas que utilizam trabalho escravo. Também participou da CPI das Sanguessugas, em 2006, como um dos sub-relatores.
Filiando-se novamente ao PV, Gabeira concorreu à reeleição em 2006 e foi o deputado federal mais votado do Rio de Janeiro com 293 057 votos.
Em 2008 Gabeira candidatou-se à prefeitura do Rio de Janeiro em uma aliança com o PSDB e o PPS. Ficou em segundo lugar no primeiro turno daquela eleições com 839 994 dos votos (25,61% dos válidos). No segundo turno, obteve 1 640 970 de votos (49,17% dos válidos) e perdeu por uma diferença de apenas 1,66% para Eduardo Paes.
Em 2009 Gabeira admitiu o uso indevido da sua cota parlamentar de passagens aéreas, possibilitando que terceiros, cujos nomes não foram divulgados, viajassem utilizando o dinheiro público. O próprio deputado federal admitiu à época que este escândalo poderia significar a sua morte política, tendo inclusive cogitado abandonar a carreira pública, mudando de opinião logo em seguida.
Gabeira se candidatou a governador do Rio de Janeiro nas eleições de 2010, tendo ficado em segundo lugar com 20,68% dos votos válidos, derrotado pelo governador Sérgio Cabral Filho.
Em 2010, em um projeto com a presidenciável Marina Silva (PV), lançou o jogo online "Um Mundo" que aproveita a onda dos jogos de criação no estilo "Farm" e convida o visitante, mesmo não simpatizante, a contribuir com a criação de um mundo melhor.
Durante sua campanha como candidato ao governo do Rio de Janeiro, Gabeira admitiu que, na época em que era militante contra a ditadura militar, não lutava pela democracia, mas sim pela ditadura do proletariado. Gabeira diz ainda ter rompido com esse tipo de visão ideológica.
| “ | Todos os ex-guerrilheiros dizem que estavam lutando pela democracia. Mas se você examinar o programa que tínhamos naquele momento, queríamos uma ditadura do proletariado. Esse é um ponto de separação do passado. A luta armada não estava visando a democracia, ao menos não no seu programa. | ” |
|   | — Disse Fernando Gabeira. |   |

No segundo turno das eleições presidenciais de 2010, Gabeira declarou apoio à candidatura de José Serra.

### Na imprensa
Desde 8 de setembro de 2013, Fernando Gabeira apresenta no canal por assinatura GloboNews o programa de reportagens e entrevistas Fernando Gabeira.

### Carreira literária
Escreveu, em 1979, o livro O que é isso, companheiro?, sobre sua participação na luta armada contra o regime militar no Brasil (1964–1985) e seu posterior exílio na Europa. O livro venceu o Prêmio Jabuti de Literatura na categoria biografia e (ou) memórias em 1980 e foi transformado em filme pelo cineasta Bruno Barreto em 1997.
Em 1980, lançou O crepúsculo do macho, uma continuação de O que é isso, companheiro?.
Em 1981, lançou Entradas e bandeiras, livro no qual narra sua volta ao Brasil e seu abandono da ideologia marxista, passando a lutar por questões como ecologia, prazer e liberdade sexual. No mesmo ano, lançou Hóspede da utopia, no qual aprofunda seu novo posicionamento ideológico.
Em 1982, lançou Sinais de vida no Planeta Minas, no qual conta as lutas feministas contra a sociedade conservadora do estado brasileiro de Minas Gerais, através das biografias de cinco mulheres mineiras. Entre elas, Dona Beja e Ângela Diniz.
Em Goiânia, rua 57 — o nuclear na terra do sol, lançado em 1987, Gabeira narrou o acidente radiológico ocorrido em Goiânia em setembro daquele ano.
Em 2000, lançou o livro A maconha, no qual discute a descriminalização de seu uso, suas funções terapêuticas, o papel social que desempenha etc.
Em 2006, lançou o livro Navegação na neblina, sob uma licença Creative Commons, tratando do Escândalo dos Sanguessugas, em 2005.
Em 2012, o jornalista lançou o livro Onde Está Tudo Aquilo Agora.
Em 2017, lançou o livro Democracia Tropical: Caderno de um aprendiz, no qual narra os acontecimentos do impeachment de Dilma Rousseff, bem como traz um panorama sobre os últimos trinta anos da democracia brasileira.